# عصب‌زایی
عصب‌زایی (به انگلیسی: Neurogenesis)، فرایندی است که سلول‌های دستگاه عصبی، یعنی نورون‌ها توسط آن، توسط سلول‌های بنیادی عصبی (NSC) تولید می‌شوند. این پدیده در تمام گونه‌های جانوران بجز پوریفرا (اسفنج دریایی) و پلاکوزوئان (تخت‌زیوه‌تباران) رخ می‌دهد. انواع NSCها شامل این سلول‌هاست: سلول‌های نورواپی‌تلیال (NECها)، سلول‌های گلیال شعاعی (RGCها)، نیاهای پایه‌ای (BPها)، پیش‌سازان نورونی بینابینی (INPها)، آستروسیت‌های ناحیه زیرشکمی (سابونتریکولار)، و آستروسیت‌های شعاعی ناحیه سابگرانولار.